# Женское епархиальное училище (Нижний Новгород)
Женское епархиальное училище — памятник градостроительства и архитектуры в историческом центре Нижнего Новгорода. Построено в 1861—1870 годах. Автор проекта — архитектор И. К. Кострюков.
В XIX веке Нижегородское женское епархиальное училище было центром женского образования в Нижнем Новгороде. В советское время в здании располагался Клуб офицеров. В 2011 году возвращено православной церкви.

## История

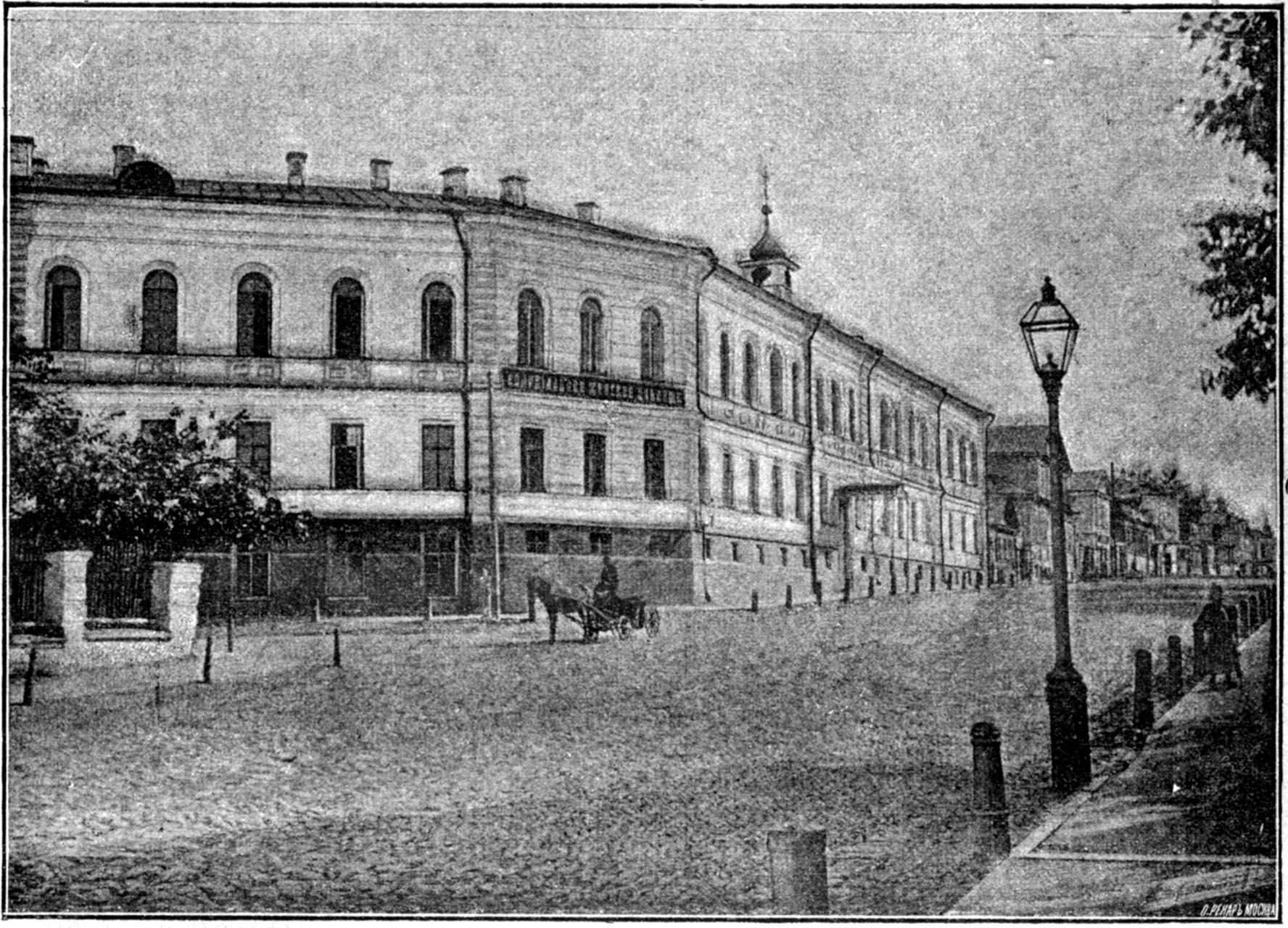
Епархиальное женское училище. Конец XIX века.

Первое епархиальное училище для женщин в Российской империи было открыто в 1843 году в Царском Селе. Своей целью подобные учреждения ставили воспитание образованных и имеющих вести хозяйство жён белого духовенства. Особое внимание уделялось навыкам врачевания и умению изготовлять лекарства.
Идея создания женского епархиального училища в Нижнем Новгороде принадлежала княгине Анне Георгиевне Толстой, урождённой Грезинской, дочери князя Грузинского, пожертвовавшей для строительства крупный земельный участок при пересечении улицы Большой Покровской и Холодного переулка в центре города, рядом с Покровской церковью и преосвященному епископу Нижегородскому Иакову. Проект двухэтажного каменного корпуса с подвалами разработал архитектор И. К. Кострюков. План-фасады были высочайше утверждёны в Санкт-Петербурге 26 января 1861 года, летом под надзором автора началось строительство, длившееся четыре строительных сезона. Каменную кладку осуществляли крестьяне-подрядчики из села Пурех П. Галкин и В. Кузнецов.
24 октября 1866 года состоялось торжественное открытие Нижегородского епархиального женского училища. Образование в заведении могли получить девушки из разных сословий: дочери священников при крупных храмах и дочери мелких церковных чинов. За обучение девушек из светских семей была установлена повышенная плата. Обучением сирот оплачивал Попечительский совет. Учебное заведение стало центром женского образования в Нижнем Новгороде в XIX веке.
В 1868—1870 годах по проекту И. К. Кострюкова к главному учебному корпусу по Холодному переулку был пристроен корпус общежития и мастерских.
Вплоть до закрытия в 1918 году училище выпускало около 40 домашних учительниц в год. В молодые годы в качестве преподавателя в училище работала будущая известная путешественница и натуралист Александра Викторовна Потанина-Лаврская. Она поступила на службу после смерти отца, чтобы финансово поддержать семью. Будучи в Вологде, она познакомилась с политическим ссыльным Г. Н. Потаниным, впоследствии знаменитым путешественником, за которого вышла замуж. Вместе с супругом она объездила всю Азию, ведя научную работу в качестве этнографа и ботаника.
В апреле 1892 года была освящена закладка пристроя к большому залу училища, где вскоре был обустроен алтарь с клиросом. В октябре 1892 года состоялось освящение новой учительской церкви, храм был устроен в бывшем актовом зале. В училищном Введенском храме регулярно совершались богослужения.
После революции здание перешло к военному ведомству. Здесь располагались Нижегородская пехотная школа РККА и штаб 17-й Нижегородской стрелковой дивизии, в которой в 1924-26 гг. в должности комиссара дивизии проходил службу будущий маршал Советского Союза И. С. Конев. С 1929 года в здании начал работу Дом Красной армии, позже Дом Офицеров, бывший центром культурной жизни для офицеров нижегородского гарнизона и их семей.
В 2011 году здание было возвращено нижегородской епархии и в нём снова обосновалось Женское епархиальное училище.